# Дорожный гипноз

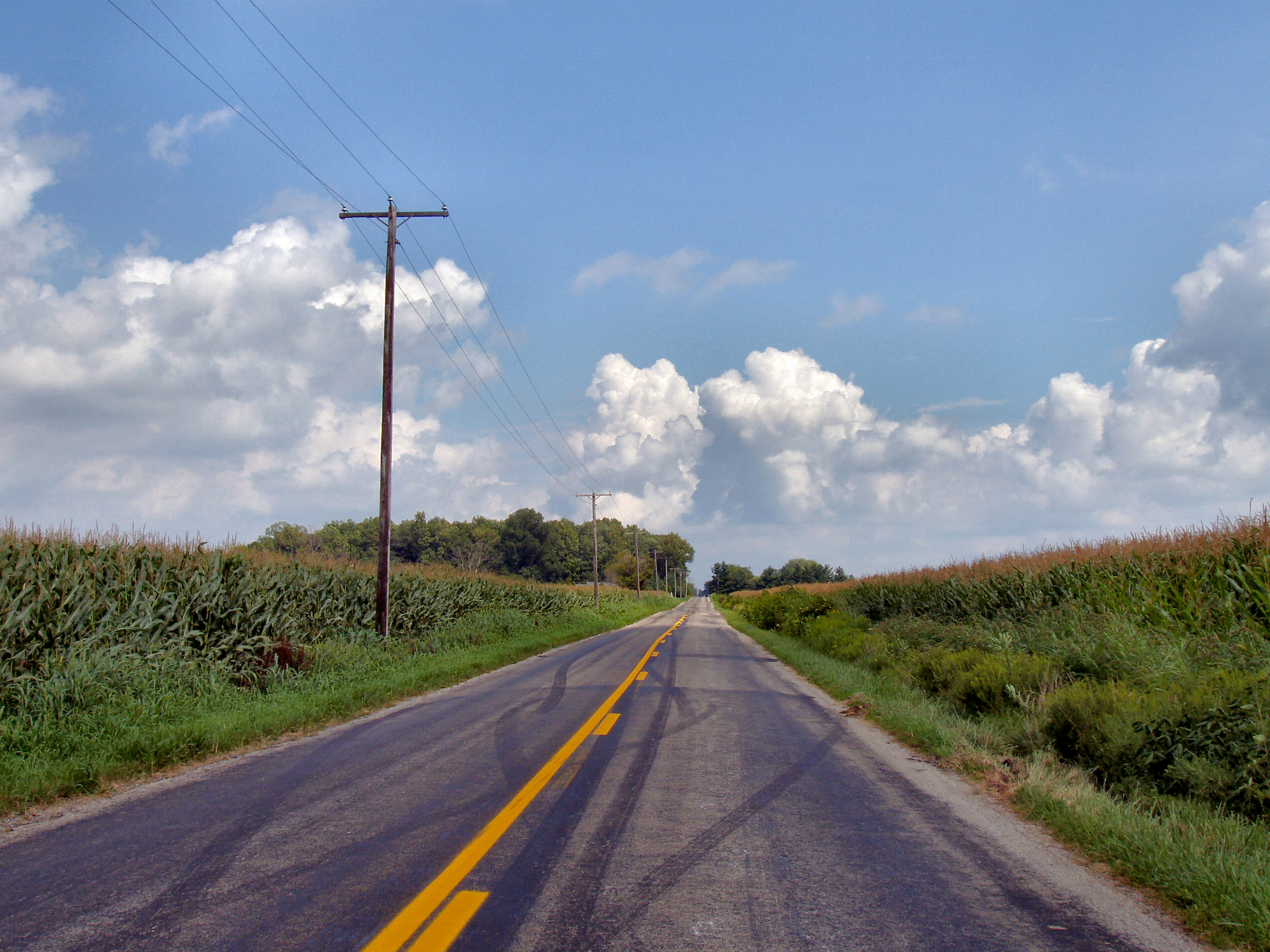
Однообразный пейзаж и прямая дорога без виражей увеличивают риск возникновения состояния дорожного гипноза

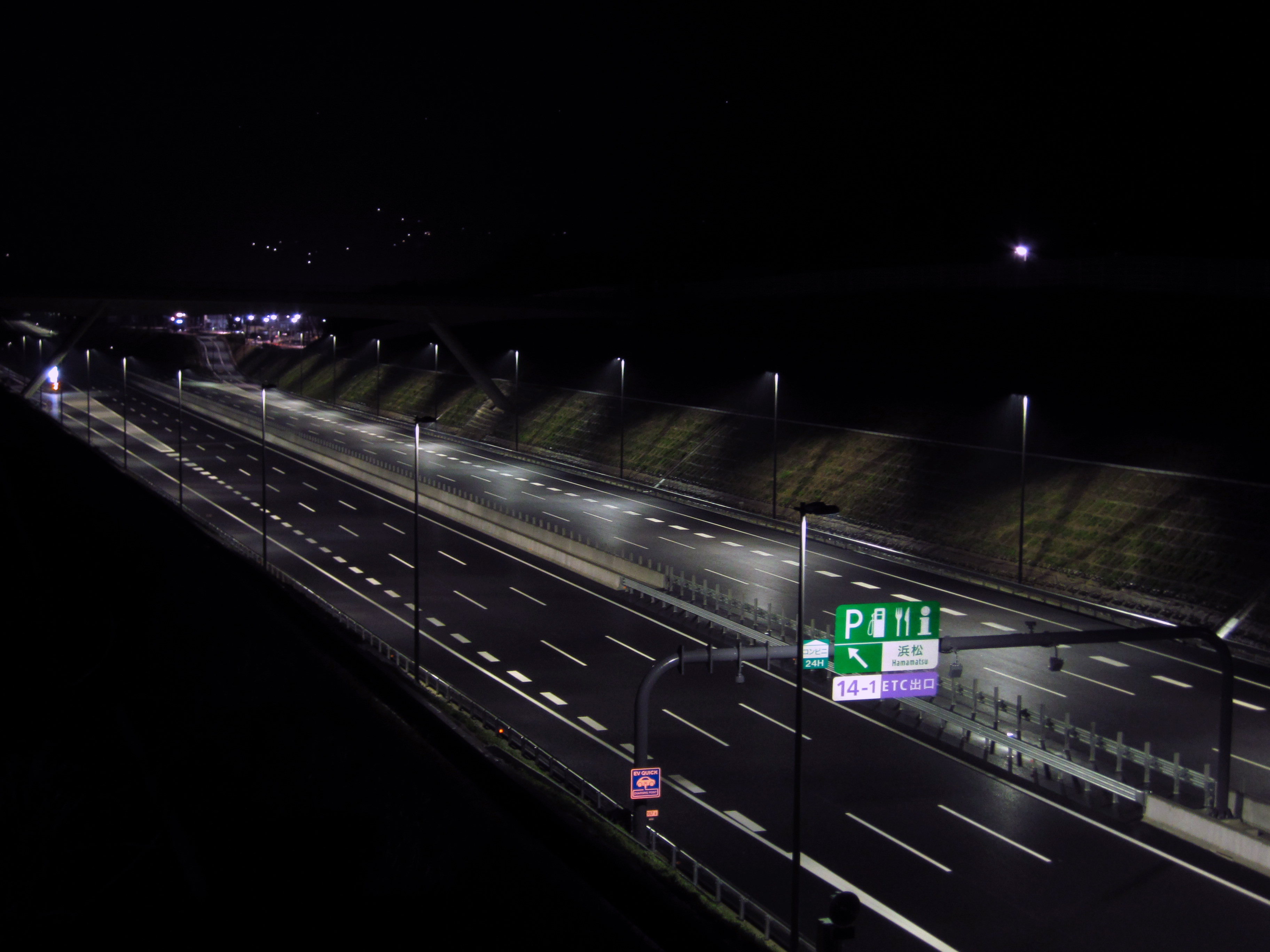
Блики света и «мерцание» перед глазами водителя белых штрихов разделительной полосы способствуют возникновению дорожного гипноза

Доро́жный гипно́з (также иногда называется «гипноз дороги», «гипноз автострады» (англ. highway hypnosis), «гипноз шоссе», «вождение в режиме без внимания» (англ. Driving Without Attention Mode — DWAM) — разновидность состояния транса (изменённого состояния сознания), в котором водитель может долгое время вести машину и достаточно адекватно реагировать на внешние события, но при этом впоследствии он не может вспомнить, что он делал.
Создаётся впечатление, что в этом состоянии сознательное внимание водителя направлено на нечто постороннее, не имеющее отношения к вождению, но при этом его мозг способен, на бессознательном уровне, обрабатывать большое количество информации, относящейся к ситуации на дороге и управлению транспортным средством. Предполагается, что дорожный гипноз является одной из разновидностей феномена автоматизма, то есть действием, выполняемым без его осознания. В некоторых случаях состояние транса у водителя может быть настолько глубоким, что у него возникают слуховые и зрительные галлюцинации.

## История
Идея о возникновении гипнотического транса у водителей впервые была высказана в 1921 году, а в 1929 году была опубликована статья «Сон с открытыми глазами» (Sleeping with the Eyes Open), в которой высказывалось предположение, что некоторые водители способны засыпать за рулём, не закрывая при этом глаз. В 1950 году была высказана гипотеза, что некоторые странные аварии на дорогах могут быть объяснены феноменом дорожного гипноза у водителя. Термин «дорожный гипноз» («highway hypnosis») появился в 1963 году (Williams, 1963), а экспериментальные исследования по изучению феномена дорожного транса начали проводиться с начала 80-х годов.
В настоящее время в международной научной литературе выражение «дорожный гипноз» всё чаще заменяется термином «driving without attention mode» (DWAM) (с англ. — «вождение в режиме без внимания»).

## Причины возникновения дорожного гипноза
Предполагается, что дорожный гипноз может появиться под воздействием следующих факторов:
- однообразие пейзажа за окном (то есть отсутствие визуальных раздражителей, «сенсорный голод», «сенсорная депривация»)[4];
- мелькание перед глазами водителя белых штрихов разделительной полосы[4];
- мерцание бликов света, отражение света на капоте автомобиля или на мокром шоссе[8];
- монотонный шум мотора и покачивание машины[9];
- усталость водителя;
- необходимость вести машину в одиночестве или рядом со спящими пассажирами (отсутствие отвлекающих факторов);
- расслабленное состояние водителя или, наоборот, сильный стресс, а также проблемы, занимающие всё внимание водителя;
- возможность вести машину без интенсивной концентрации внимания (например, на скоростных шоссе, где отсутствуют пересечения в одном уровне с другими дорогами и нет светофоров[10]) или при небольшом количестве машин на дороге[8];
- предполагается, что состояние дорожного гипноза чаще возникает у опытных водителей, а также на знакомых участках дороги, поскольку это позволяет вести машину в режиме автоматизма.

В ходе экспериментальных исследований было установлено, что возникновению дорожного гипноза способствует не столько монотонность пейзажа и однообразие ситуации на дороге, сколько предсказуемость этой ситуации для водителя. Например, если водитель вынужден вести машину в тумане, хотя пейзаж за окном машины предельно однообразен и ничто не рассеивает внимания водителя (то есть имеет место состояние сенсорной депривации), у него не возникает состояния дорожного гипноза.

## Риск, связанный с возникновением дорожного гипноза
Предполагается, что состояние дорожного гипноза является серьёзным фактором риска при возникновении дорожно-транспортных происшествий.
Хотя водитель, находящийся в состоянии дорожного гипноза, способен вести машину, он не может быстро и адекватно реагировать на неожиданные ситуации на дороге.
В состоянии дорожного гипноза у водителя может возникнуть тенденция ехать всё быстрее и быстрее (психологическая инерция скорости).
Считается также, что дорожный гипноз является признаком сильной усталости водителя, причём это состояние может оказаться первой стадией сна за рулём. При этом водитель не осознаёт ни своей усталости, ни того, что он засыпает.

## Внешние признаки дорожного гипноза
Благодаря экспериментальным исследованиям феномена дорожного гипноза, были выявлены внешние признаки того, что у водителя возникло состояние транса:
- водитель пристально и неотрывно смотрит на дорогу, а его голова наклонена вперёд, или же водитель внезапно совершает резкое движение головой;
- водитель закатывает глаза;
- его глаза полуприкрыты или прищурены;
- водитель совершает ошибки при вождении.

## Методы предотвращения возникновения дорожного гипноза
Установлено, что состояние дорожного гипноза чаще возникает на шоссе с высококачественным покрытием, особенно если на дороге нет резких поворотов. По этой причине для повышения бдительности водителей иногда используются следующие технические меры предосторожности: гладкий асфальт на шоссе перемежается с покрытием из крупного щебня, дающим ощутимую вибрацию, а прямые, монотонные участки трассы чередуются с неожиданными изгибами дорог.

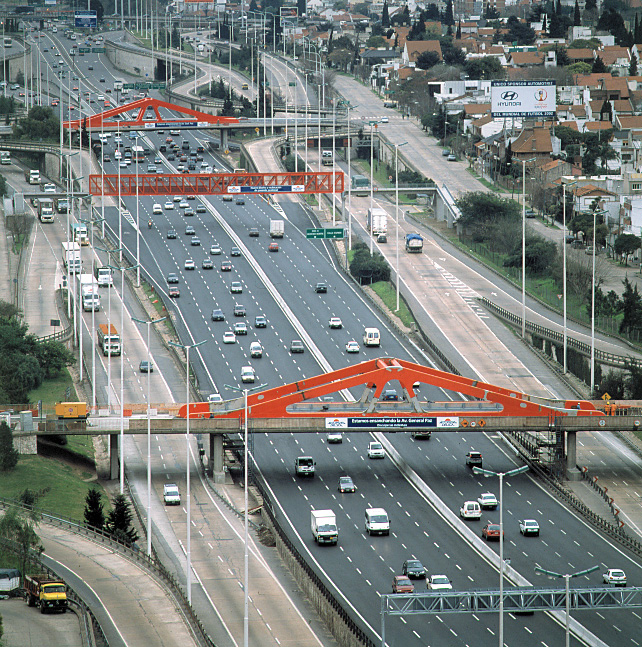
Яркие объекты на шоссе уменьшают риск возникновения дорожного гипноза

Поскольку одной из причин возникновения дорожного гипноза является сенсорная депривация (монотонность, малоинтересность пейзажа), определённую пользу приносит установление возле шоссе ярких и необычных декоративных объектов.
Предполагается, что состояние дорожного гипноза возникает из-за монотонности пейзажа или из-за «мерцания» бликов света и белых штрихов разделительной полосы, поэтому водителям рекомендуется время от времени менять направление взгляда (например, смотреть в боковые зеркала или на приборы).

Зависимость между усталостью водителя (временем, проведённым за рулём) и количеством ДТП
Source: Federal Motor Carrier Safety Administration

Возникновение дорожного гипноза часто является предвестником сна за рулём, поэтому при первых признаках сонливости водителю рекомендуется остановить машину и отдохнуть или проделать лёгкие физические упражнения.
Для повышения внимания у водителя пассажирам рекомендуется разговаривать с ним. Если же водитель находится в машине один, ему советуют беседовать с самим собой (вслух) или напевать.
Считается также, что жевание (жевательной резинки, сухих фруктов и т. д.) в какой-то степени снижает риск возникновения дорожного гипноза.
Наконец, рекомендуется делать остановки через каждые 3 часа монотонного движения, даже если у водителя нет субъективного ощущения усталости.